# Ангеларий Охридски и Македонски
Ангеларий (на македонска литературна норма: Ангелариј) е духовник от Социалистическа република Македония, архиепископ Охридски и Македонски, втори глава на Македонската православна църква след архиепископ Доситей.

## Биография
Ангеларий е роден като Цветко Кръстев, по-късно Кръстевич и Кръстески, в 1911 година в прилепското село Долнени, тогава в Османската империя, днес в Северна Македония, в свещеническо семейство. Брат му Пецо Кръстески е югославски партизанин. В периода 1926 – 1931 година учи в Средното богословско училище „Свети Йоан Богослов“ в Битоля. От 1932 година е дякон в църквата „Свети Димитър“ в Битоля. От 1931 до 1937 година е пастор в църквата „Света Богородица“ и по тази линия пастор на малореканското село Гари. В периода 1937 – 1961 е пастор в църквата „Свето Благовещение“ в родния си град и архиерейски наместник на Прилепското архиерейско наместничество. Участва в комунистическата съпротива във Вардарска Македония. През 1945 година той е един от включилите се в Инициативния комитет за организиране на Македонска православна църква. Същата година участва на Първия църковно-народен събор в Скопие, както и на Свещеническата конференция през следващата 1946 година. От 1961 година е пастор в църквата „Свети великомъченик Георги“ в Мелбърн. Там с негова помощ се основава първата македонска православна църковна община. През 1964 година се завръща отново в родния си град и там започва работа пак като архиерейски наместник. По-късно след смъртта на съпругата си Ангеларий се замонашва. През 1975 година е избран за пелагонийски епископ. През 1977 година е назначен за дебърско-кичевски митрополот. На 18 август 1981 година става глава на МПЦ. Загива при пътен инцидент в 1986 година в Дреновската клисура, на пътя Прилеп – Велес.
Погребан е в църквата „Свети Димитър“ в столицата Скопие. Награждаван е с червен пояс, гръден кръст, Орден за братство и единство, втори клас и с най-високата свещеническа титла протойерей-ставрофор.